# Даунер, Александер
Александер Джон Госс Даунер (англ. Alexander John Gosse Downer; род. 9 сентября 1951, Аделаида) — австралийский дипломат и политик.

## Биография
Сын бывшего верховного комиссара Австралии в Великобритании Александера Даунера, провёл детство и юность в Великобритании. Получил степень бакалавра в Ньюкаслском университете, короткое время работал экономистом, затем перешёл на дипломатическую службу, занимал различные должности в австралийских посольствах в Бельгии и Люксембурге. С 1984 по 2008 год состоял в Палате представителей от округа Майо. С 23 мая 1994 по январь 1995 года — лидер Либеральной партии и лидер оппозиции, с 1996 по 2007 год — министр иностранных дел. Вскоре после ухода из парламента в 2008 году стал специальным советником генерального секретаря ООН Пан Ги Муна по проблемам мирного процесса на Кипре, с 2014 по 2018 год — верховный комиссар (посол) Австралии в Великобритании.
В 2004 во время переговоров Австралии с Восточным Тимором о разделе нефтегазового месторождения Разведывательная служба Австралии (ASIS) прослушивала восточнотиморские правительственные помещения, предположительно, по приказу Даунера. Заключённый в результате договор, невыгодный для Восточного Тимора, был впоследствии пересмотрен в пользу этой страны. После того как Даунер, завершив политическую карьеру, стал советником Woodside, заинтересованной в первоначальном договоре, бывший высокопоставленный сотрудник ASIS разгласил факт прослушки, что вызвало скандал.